# نموذج الأجيال المتداخلة
يعد نموذج الأجيال المتداخلة أحد أطر التحليل السائدة في دراسة ديناميكيات الاقتصاد الكلي والنمو الاقتصادي. على عكس نموذج النمو النيوكلاسيكي الذي وضعه رامسي وكاس وكومانس والذي يعيش فيه الأفراد إلى ما لا نهاية، يعيش الأفراد في نموذج الأجيال المتداخلة لفترة زمنية محدودة، طويلة بما يكفي للتداخل مع فترة واحدة على الأقل من حياة شخص آخر.
نموذج الأجيال المتداخلة هو الإطار الطبيعي لدراسة: (أ) سلوك دورة الحياة (الاستثمار في رأس المال البشري والعمل والادخار للتقاعد)، (ب) آثار تخصيص الموارد عبر الأجيال -مثل الأمن الاجتماعي- على دخل الفرد على المدى الطويل، (ج) محددات النمو الاقتصادي في سياق التاريخ البشري، و (د) العوامل التي أدت إلى تغيّر الخصوبة.

## تاريخها
استلهم بناء نموذج الأجيال المتداخلة من دراسة إيرفينغ فيشر لنظرية الفائدة. كان موريس أليس أول من صاغ النموذج عام 1947، في سياق اقتصاد تبادلي صرف، ثم صاغه عام 1958 بول سمويلسون بشكل أكثر وضوحًا وصرامة. عام 1965، دمج بيتر دايموند إنتاجًا نيوكلاسيكيًا في النموذج. عُزّز نموذج الأجيال المتداخلة عندما طوّر أوديد غالور نموذجًا للأجيال المتداخلة بقطاعين، ومع إدخال نماذج أجيال متداخلة جديدة ذات خصوبة داخلية. 
من الكتب المكرسة لاستخدام نموذج الأجيال المتداخلة نجد كتاب كوستاس أزارياديس الذي يحمل عنوان «الاقتصاد الكلي بين الزمني» ونظرية دو لا كروا وميشيل للنمو الاقتصادي.

## القصور الديناميكي
أحد الجوانب الهامة لنموج الأجيال المتداخلة هو أن توازن الحالة المستقرة لا يحتاج إلى أن يكون فعالًا، على عكس نماذج التوازن العام حيث تضمن نظرية الرفاهية الأولى الكفاءة الباريتية. بما أنه يوجد عدد لا نهائي من العوامل في الاقتصاد، فإن القيمة الإجمالية للموارد غير محدودة، لذلك يمكن إجراء تحسينات باريتية من خلال نقل الموارد من كل جيل شاب إلى جيل حالي من كبار السن. ليس كل توازن غير فعال، لأن فعالية التوازن أو كفاءته ترتبط ارتباطًا وثيقًا بسعر الفائدة، ويوفر معيار كاس، المعروف أيضًا باسم معيار كاس – مالينفو، شروطًا ضرورية وكافية عندما يكون توزيع التوازن التنافسي لنموذج الأجيال المتداخلة غير فعال.
من السمات الأخرى لنموذج الأجيال المتداخلة نجد احتمال حدوث «إفراطٍ في الادّخار» عند إضافة تراكم رأس المال إلى النموذج، وهو وضع يمكن تحسينه بواسطة مخطط اجتماعي من خلال إجبار الأسر على سحب أرصدة رأس المال لديها واستخدامها. لكن يمكن أن تضمن بعض القيود على تكنولوجيا الإنتاج الأساسية وأذواق المستهلكين أن تتوافق الحالة المستقرة لمستوى الادخار مع معدل ادخار القاعدة الذهبية لنموذج سولو للنمو، وبالتالي تضمن الكفاءة الزمنية. على نفس المنوال، أشارت معظم الأبحاث التجريبية حول هذا الموضوع إلى أن الإفراط في الادخار لا يبدو أنه مشكلة رئيسية في العالم الحقيقي.
في نسخة دايموند من النموذج، يميل الأفراد إلى الادخار أكثر من المعدل المثالي اجتماعيًا، ما يؤدي إلى عدم الكفاءة الديناميكية. بحثت الأعمال اللاحقة ما إذا كان عدم الكفاءة الديناميكية سمة مميزة في بعض الاقتصادات، وما إذا كانت البرامج الحكومية لنقل الثروة من الشباب إلى الفقراء تقلل معدلات عدم الكفاءة الديناميكية.
مساهمة أساسية أخرى لنماذج الأجيال المتداخلة هي أنها تبرر وجود المال كوسيلة للتبادل. يوجد نظام للتوقعات يعمل كتوازن يقبل فيه كل جيل جديد من الشباب المال من الجيل السابق مقابل الاستهلاك. يفعلون ذلك لأنهم يتوقعون أن يكونوا قادرين على استخدام تلك الأموال لتمويل استهلاكهم عندما يصبحون الجيل القديم في المستقبل.